# Aphnaeus sozanensis
Aphnaeus sozanensis är en fjärilsart som beskrevs av Kato 1935. Aphnaeus sozanensis ingår i släktet Aphnaeus och familjen juvelvingar. Inga underarter finns listade i Catalogue of Life.